# 日之出化学工業
日之出化学工業株式会社（ひのでかがくこうぎょう）は、京都府舞鶴市に本社を置く日本の企業。
1949年(昭和24年)、当時の国家的な最重要課題であった食糧増産政策に基づき、燐酸質肥料の一種である熔成リン肥(通称「ようりん」)メーカーとして東京都港区に設立された。
1970年(昭和45年)には販売等に関して三井グループの化学企業である電気化学工業（現・デンカ）と業務提携を行うが、現在に至るまで「ようりん」のトップメーカーとして知られる。なお、1985年(昭和60年)には本社機能を主力工場がある舞鶴市へと移転した。

## 沿革
- 1950年(昭和25年)：舞鶴工場を開設。
- 1952年(昭和27年)：東京都中央区へ本社機能移転。
- 1966年(昭和41年)：東京都千代田区に移転。
- 1968年(昭和43年)：苫小牧工場を開設。
- 1970年(昭和45年)：肥料製品の販売業務を電気化学工業（現・デンカ）に委託化。
- 1985年(昭和60年)：京都府舞鶴市に本社機能を全面移転。